# Conrado Grebel
Conrado Grebel (Grüningen, 1498 - Maienfeld, 1526) fue uno de los fundadores y líderes del anabaptismo suizo. Era uno de los seis hijos del Junker Jakob Grebel, magistrado de Grüningen (cantón de Zúrich), quien llegó a ser concejal de la ciudad de Zúrich, y de Dorothea (Fries) Grebel. 

## Estudios
Estudió durante seis años en Carolina, la escuela latina de la iglesia de Grossmünster en Zúrich. Se matriculó en la Universidad de Basilea en octubre de 1514. Durante un año recibió clases del humanista Heinrich Loriti (Glareanus) y ganó una beca para estudiar en la Universidad de Viena, en la que estudió desde 1515 hasta 1518. Allí tuvo como principal profesor y gran amigo al también humanista Joachim Vadian, quien en 1519 se casó con su hermana Martha. Grebel perdió su beca en Viena por una riña callejera, y después de tres meses en Zúrich se fue a la Universidad de París, donde volvió a asistir a clases con Glareanus. Tras 20 meses más sin graduarse y conocedor de la vida disoluta que llevaba Conrado, su padre lo conminó a regresar definitivamente a Zúrich.

## Reforma
En 1521 Grebel entró en un grupo de estudio fundado por Ulrico Zuinglio. Inicialmente, el objetivo eran los clásicos griegos y el idioma hebreo, pero posteriormente se dedicaron a traducir y comentar pasajes de la Biblia. Allí conoció a Felix Manz. En este grupo y a partir de la primavera de 1522, Grebel se convirtió en un cristiano activista de la Reforma. En 1522 se casó.
De ser un entusiasta seguidor de Zuinglio, pasó a radicalizarse y a exigir a los reformadores de Zúrich una mayor consecuencia y una menor supeditación al concejo de la ciudad. Pensaba que la Reforma de la Iglesia no debía depender de las autoridades políticas. Grebel y sus compañeros de grupo pedían que se terminase con los intereses y diezmos que recibían los convenios, que se retiraran las imágenes de los templos y se celebrara la Cena del Señor con pan y vino en lugar de la misa. Para 1524 la ruptura con Zuinglio era evidente.

## Anabaptismo
En el verano de 1524, escribió una carta a Thomas Müntzer en la que le apoyaba parcialmente en su debate con Lutero, ante todo en lo que se refería a la necesidad de vivir la fe, pero criticando las tesis de Müntzer sobre el uso de la violencia por los cristianos. Esta carta, además de confirmar la decepción con Zuinglio y sustentar el rechazo al bautismo infantil, constituyó el primer testimonio del pacifismo anabaptista.
La polémica se concentró cada vez más en el bautismo de infantes. Un debate público tuvo lugar el 17 de enero de 1525: Zuinglio contra Grebel, Manz y Jorge Blaurock. Como resultado, el concejo de Zúrich ordenó a Grebel y al grupo que cesaran sus actividades y determinó que la población debía bautizar a los bebés a los 8 días de nacidos. Quien no cumpliera estas decisiones, debía abandonar el cantón. Comoquiera que una niña de Grebel, Issabella, no había sido bautizada, el acuerdo del concejo le afectaba también en su vida familiar.
El grupo se reunió ilegalmente el 21 de enero en la casa de Felix Manz. Allí Jorge Blaurock pidió a Grebel que le bautizara, a lo cual accedió y luego Blaurock le bautizó a él y a los demás asistentes. Este grupo, conocido desde entonces como los Hermanos Suizos, se dedicó a difundir su fe y a bautizar a cada vez más personas en diversos lugares, como San Galo y Schaffhausen o en el río Rin y el río Sitter, en el que el 9 de abril de 1525 Grebel bautizó a una multitud.

## Prisión y muerte
En octubre de 1525 Grebel, Blaurock y Manz fueron arrestados y encarcelados en el Castillo de Grüningen. Fueron condenados inicialmente a "prisión indefinida" a pan y agua. Grebel escribió en la cárcel un texto sobre el bautismo y solicitó autorización para imprimirlo, de manera que sirviera para su defensa y la de sus compañeros. Se celebró un juicio definitivo y los tres fueron condenados a cadena perpetua el 6 de marzo de 1526. Catorce días después se fugaron de la prisión gracias a la ayuda de personas cuyo nombre se desconoce. 
Se refugió en Appenzell y en el cantón de los Grisones, pero allí le sorprendió una peste que le causó la muerte en Maienfeld, en el verano de 1526. Antes de contraer la enfermedad fatal, Grebel pudo imprimir su folleto sobre el bautismo.